# Bledeln
Bledeln ist eine Ortschaft im Landkreis Hildesheim in Niedersachsen. Seit 1974 ist es ein Ortsteil der Gemeinde Algermissen.

## Geschichte

### Ortsname

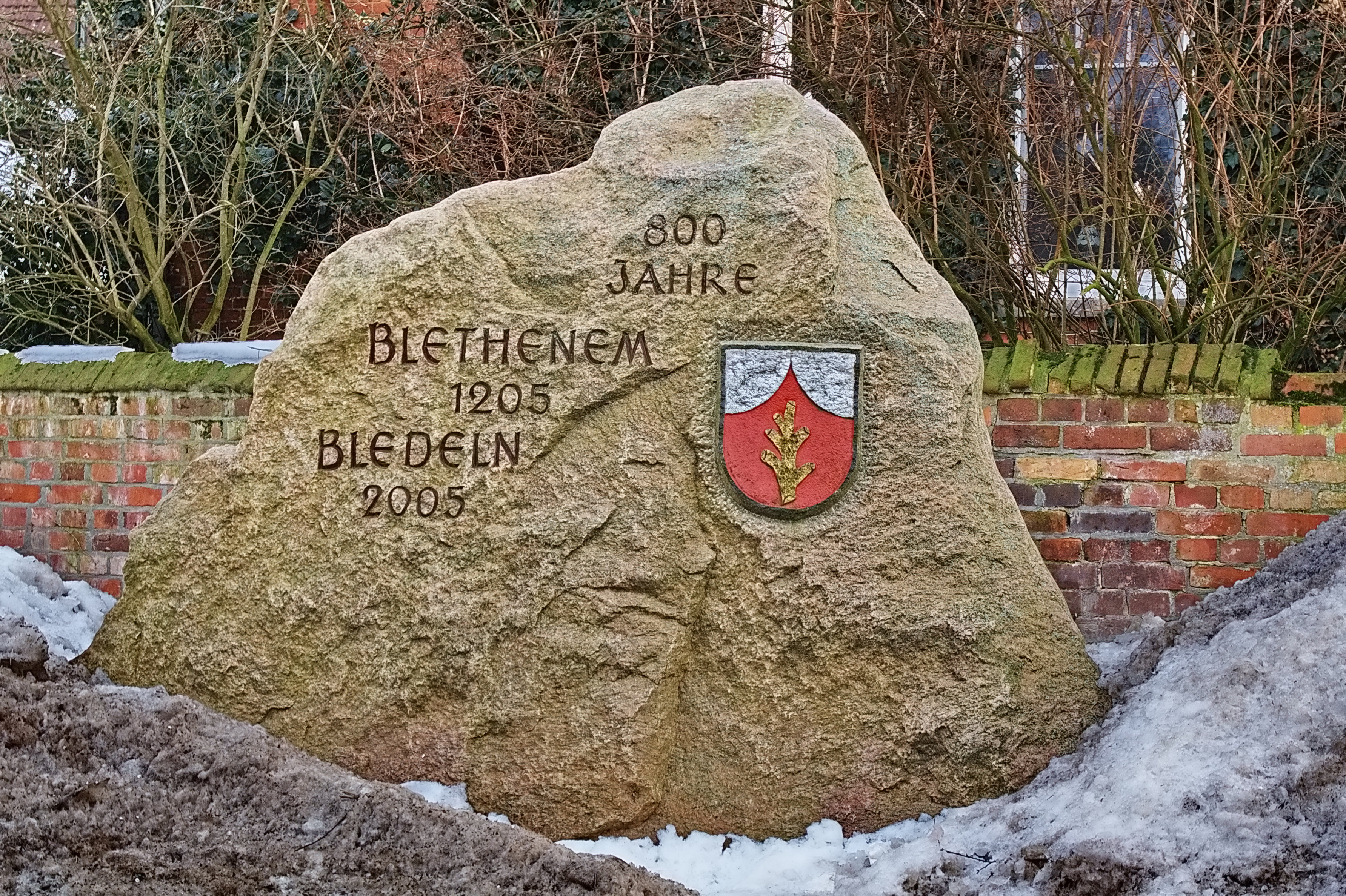
Gedenkstein 800 Jahre Bledeln

Die erste urkundliche Erwähnung ist aus dem Jahr 1160 erhalten. Ulrich und Friedrich von Bledeln (Odelricus et Frithericus de Blitehenim), ein ansässiges Adelsgeschlecht, treten als Zeugen bei der Bestätigung eines Gütererwerbs des Klosters Lamspringe in Breinum auf. Die beiden werden als Gefolgsleute (viri) des Grafen Berenger und Friedrich von Poppenburg aufgeführt.
In einer Urkunde aus dem Jahr 1205 wird Bledeln genannt. Hier hat der Abt Dietrich des Hildesheimer Michaelisklosters vier solidi Einkünfte in Blethenem besessen, die am Tag der Enthauptung Johannes des Täufers fällig waren. Um 1220 gaben die Edelherren von Meinersen in Bledenem eine Hufe als Lehen an Ulrich von Wehmingen. In der Folgezeit wird der Ortsname Bledhenem (1246), Bledennem (1265), Bledenem (1277), Bledenum (1382) und Bledelem (1562) geschrieben, später setzt sich die Schreibweise Bledeln durch. 
Eine Annahme ist, dass der Ortsname Bledeln zu den Ortsnamen mit dem Grundwort heim gehört, deren Alter umstritten ist. In der Umgebung von Hildesheim gehören diese Ortsnamen zu den älteren, sie entstanden in den ersten Jahrhunderten nach Christus. Das Bestimmungswort von Bledeln ist offenbar ein alter Vorname Blede oder Bledel. Die Bedeutung wäre demnach Heim des Blede (Bledel).

### Adelsgeschlecht von Bledeln
Ulrich von Bledeln aus dem Adelsgeschlecht von Bledeln trat als Zeuge bei einem Verkauf von drei Hufen Land in Lobke an das Moritzstift im Jahre 1189 auf. Zuletzt wird er in einer Urkunde aus dem Jahre 1204 genannt. Sein Sohn Ulrich II. nahm bereits das Verfügungsrecht über das Familiengut wahr, indem er 60 Morgen Land in Klein-Algermissen für 34 Mark Silber an die St. Andreaskirche in Hildesheim verkaufte. Johannes und Konrad von Bledeln, Brüder Ulrichs II., verzichteten gleichzeitig auf ihre Anrechte an den verkauften beiden Hufen.
Noch 1267 eine blühende Sippe, verschwanden die von Bledeln im Dunkel der Geschichte. Sie könnten während der Kämpfe ums Leben gekommen sein, die zwischen Bischof Otto und seinen Brüdern, den Welfenherzögen, nach 1267 ausbrachen. 

### Gerichtsstätte Goding im Hassel
Innerhalb der Grenzen der Bledelner Feldmark befindet sich im Nordwesten das Wäldchen Hassel. Es liegt auf der Kuppe eines flachen Hügels, der sich bis zu 103 m ü. NHN erhebt. Hier wurde wahrscheinlich schon in altsächsischer Zeit jahrhundertelang das Goding abgehalten.
Auch das Gericht des Königs fand hier unter dem Vorsitz des von ihm eingesetzten Grafen statt, wie man aus dem Flurnamen „Königsstuhl“ für den alten Grenzstreifen, der sich von der Nordostspitze des Wäldchens in nördlicher Richtung hinzieht, schließt. Dieser Name findet sich in den Grenzbeschreibungen des Amtes Coldingen-Ruthe im 16. und 17. Jahrhundert. Das Königsgericht war jedoch auf die Zeit von etwa 800 bis 1200 beschränkt, während das Goding noch ca. 250 Jahre länger tagte.
Zum ordentlichen Ding erschienen die Einwohner aus dem Gebiet zwischen Bruchgraben und Altwarmbüchener Moor der Leine und der Aue. Bezeugt sind die Orte Anecampe (wüste Ortschaft zwischen Bemerode und Hannover), Anderten, Höver, Bilm, Döhren, Laatzen, Grasdorf, Wülferode, Evern, Rethmar, Sehnde, Müllingen, Oesselse, Gleidingen, Sarstedt, Helperde (Wüstung bei Sarstedt), Gödringen, Hotteln, Bledeln, Lühnde, Ummeln und Bolzum.
Heute existieren von den alten Dokumenten hauptsächlich noch Auflassungsurkunden von Grundeigentum, teilweise solche von erheblichem Umfang. So wurde zum Beispiel im Jahr 1386 auf dem Hassel das ganze Dorf Evern mit dem zehnten Teil des Wertes aufgelassen, für das die von Salder es dem Domkapitel verkauft hatten. Auch Graf Simon von Dassel erklärte, dass die Güter, die er dem Sültekloster 1325 übergab, im Gebiet des Godings lägen.
Aus einer Aufstellung aus der Zeit um 1490 über das Freiding Lühnde ergibt sich, dass auf dem Hassel auch das Gericht, das „Hals und Leute anging“, abgehalten wurde. Doch auch Zivilklagen entschied man auf dem Goding. So war dieses Gericht auf dem Hassel im 14. und 15. Jahrhundert die entscheidende Instanz. Andere Gerichte, wie Freiding, Meierding und Holzding, waren für besondere Angelegenheiten zuständig.
Das Goding auf dem Hassel bestand etwa bis zum Ende des 15. Jahrhunderts. Seine Befugnisse gingen dann auf die Landgerichte über, von denen das Erbregister von 1682 Sarstedt, Ruthe und Steinwedel angeführt.

### Wüstung Loppenstedt
Während des Spätmittelalters ist eine Anzahl von Dörfern in der Umgebung von Bledeln von ihren Einwohnern verlassen worden und wüst gefallen, wie Oldendorf und Helperde bei Sarstedt, Delm zwischen Heisede und Hotteln, Bockum nördlich von Oesselse, Nienstedt bei Algermissen, Kleinsehnde östlich von Bolzum, Gilgen bei Haimar, Anecampe bei Bemerode und Loppenstedt 1,5 km südlich von Bledeln.

### Zweiter Weltkrieg
Am 13. August 1941 fielen bei einem Luftangriff im Zuge englischer Einflüge nach Hannover Sprengbomben auf Bledeln. Eine Einwohnerin starb nach dem Luftangriff an ihren schweren Verletzungen, sechs weitere Personen wurden verletzt, eine Scheune und zwei Wohnhäuser wurden zerstört.
Am 10. Februar 1944 wurden vier Menschen beim Abwurf von einer Sprengbombe und 30 Brandbomben verletzt. Eine Scheune wurde restlos zerstört und einige Wohnhäuser beschädigt. Am 19. Februar 1944 stürzte ein englischer Bomber unweit von Bledeln ab und explodierte, wobei ein Trichter von 17 m Tiefe entstand. Mehrere seiner Spreng- und Brandbomben trafen das Dorf und richteten an Gebäuden erhebliche Schäden an.

### Eingemeindungen
Zur Gebietsreform in Niedersachsen wurde Bledeln am 1. März 1974 in die Gemeinde Algermissen eingegliedert.

### Einwohnerentwicklung
| Jahr      | 1910  | 1925  | 1933  | 1939  | 1950  | 1956  | 1973  | 2013   | 2014   | 2018  | 2019  |
| --------- | ----- | ----- | ----- | ----- | ----- | ----- | ----- | ------ | ------ | ----- | ----- |
| Einwohner | 383   | 364   | 321   | 346   | 711   | 604   | 432   | 680    | 681    | 710   | 689   |
| Quelle    | [ 7 ] | [ 8 ] | [ 8 ] | [ 8 ] | [ 9 ] | [ 9 ] | [ 1 ] | [ 10 ] | [ 10 ] | [ 2 ] | [ 2 ] |

|  |

## Kultur und Sehenswürdigkeiten
Bauwerke
- Die St.-Georg-Kirche zu Bledeln stammt aus dem 13. Jahrhundert, sie hat noch überwiegend romanische Bausubstanz. Die Innenausstattung ist barock.

## Politik

### Ortsrat
Der Ortsrat, der den Ortsteil Bledeln vertritt, setzt sich aus fünf Mitgliedern zusammen. Die Ratsmitglieder werden durch eine Kommunalwahl für jeweils fünf Jahre gewählt.
Bei der Kommunalwahl 2021 ergab sich folgende Sitzverteilung:
| Ortsrat 2021Insgesamt 5 Sitze - SPD: 1 - BÜNDNIS: 2 - CDU: 2 |

### Ortsbürgermeister
Der Ortsbürgermeister von Bledeln ist Jürgen Engelke (CDU). Sein Stellvertreter ist Raimund Hennies (Bündnis).

### Wappen
| Wappen von Bledeln | Blasonierung: „In Silber eine erhöhte, geschweift steigende, rote Spitze, belegt mit einem aufrecht stehenden, zu beiden Seiten verhauenen Baumast, rechts dreimal, links zweimal geastet.“ |
| Wappen von Bledeln | Wappenbegründung: Das Wappenbild ist aus der Geschichte des Dorfes entlehnt. Doch stammte es nicht von der Familie von Bledeln, die zwischen 1160 und 1284 auftrat und im Orte reich begütert gewesen sein wird. Ein Siegel dieser Familie hat sich leider nicht erhalten. Es lehnt sich vielmehr an die Familienwappen derer von Weichs und Lenthe an, die seit Beginn des 17. Jahrhunderts, zusammen mit denen von Bülow, Patronatsrechte an der Kirche von Bledeln ausübten. Die Familie von Weichs trugen auf silbernem Schilde eine aufwärts steigende schwarze Spitze. Die Familie von Lenthe führte im gleichfalls silbernen Schilde einen blauen Baumast. Als Grundfarbe wählte man deshalb für das Kommunalwappen Silber, belegte es mit der Weichs´schen Spitze und zeichnete darauf den Lentheschen Baumast. Jedoch färbte man die Spitze rot und den Ast golden. |

## Persönlichkeiten

### Söhne und Töchter des Ortes
- George Meyer (1828–1889), Reichsgerichtsrat
- Leo Meyer (1830–1910), Sprachforscher, Hochschullehrer und russischer Staatsrat

### Personen, die mit dem Ort in Verbindung stehen
- Carl Busse (1772–1829), Autor, Pastor und Superintendent, war u. a. Pastor in Bledeln